# Seven de Hong Kong 2011
El Seven de Hong Kong de 2011 fue la trigésima sexta edición del torneo de rugby 7, fue el quinto torneo de la temporada 2010-11 de la Serie Mundial Masculina de Rugby 7.
Se disputó en la instalaciones del Hong Kong Stadium.

## Fase de grupos

### Grupo A
| Equipo        | Encuentros | Encuentros | Encuentros | Encuentros | Tantos  | Tantos    | Tantos     | Puntos |
| Equipo        | jugados    | ganados    | empatados  | perdidos   | a favor | en contra | diferencia | Puntos |
| ------------- | ---------- | ---------- | ---------- | ---------- | ------- | --------- | ---------- | ------ |
| Nueva Zelanda | 3          | 3          | 0          | 0          | 99      | 19        | 80         | 9      |
| Portugal      | 3          | 2          | 0          | 1          | 75      | 38        | 27         | 7      |
| Francia       | 3          | 1          | 0          | 2          | 52      | 38        | 14         | 5      |
| Corea del Sur | 3          | 0          | 0          | 3          | 21      | 142       | -121       | 3      |

Nota: Se otorgan 3 puntos al equipo que gane un partido, 2 al que empate y 1 al que pierda

### Grupo B
| Equipo         | Encuentros | Encuentros | Encuentros | Encuentros | Tantos  | Tantos    | Tantos     | Puntos |
| Equipo         | jugados    | ganados    | empatados  | perdidos   | a favor | en contra | diferencia | Puntos |
| -------------- | ---------- | ---------- | ---------- | ---------- | ------- | --------- | ---------- | ------ |
| Inglaterra     | 3          | 3          | 0          | 0          | 129     | 31        | 98         | 9      |
| Estados Unidos | 3          | 2          | 0          | 1          | 72      | 70        | 2          | 7      |
| Japón          | 3          | 1          | 0          | 2          | 50      | 69        | -19        | 5      |
| China          | 3          | 0          | 0          | 3          | 31      | 112       | -81        | 3      |

### Grupo C
| Equipo  | Encuentros | Encuentros | Encuentros | Encuentros | Tantos  | Tantos    | Tantos     | Puntos |
| Equipo  | jugados    | ganados    | empatados  | perdidos   | a favor | en contra | diferencia | Puntos |
| ------- | ---------- | ---------- | ---------- | ---------- | ------- | --------- | ---------- | ------ |
| Samoa   | 3          | 3          | 0          | 0          | 119     | 31        | 88         | 9      |
| Escocia | 3          | 2          | 0          | 1          | 66      | 48        | 18         | 7      |
| Tonga   | 3          | 1          | 0          | 2          | 68      | 36        | 32         | 5      |
| México  | 3          | 0          | 0          | 3          | 7       | 145       | -138       | 3      |

### Grupo D
| Equipo  | Encuentros | Encuentros | Encuentros | Encuentros | Tantos  | Tantos    | Tantos     | Puntos |
| Equipo  | jugados    | ganados    | empatados  | perdidos   | a favor | en contra | diferencia | Puntos |
| ------- | ---------- | ---------- | ---------- | ---------- | ------- | --------- | ---------- | ------ |
| Fiyi    | 3          | 3          | 0          | 0          | 128     | 14        | 114        | 9      |
| Rusia   | 3          | 2          | 0          | 1          | 86      | 34        | 52         | 7      |
| Kenia   | 3          | 1          | 0          | 2          | 50      | 74        | -24        | 5      |
| Malasia | 3          | 0          | 0          | 3          | 12      | 154       | -142       | 3      |

### Grupo E
| Equipo    | Encuentros | Encuentros | Encuentros | Encuentros | Tantos  | Tantos    | Tantos     | Puntos |
| Equipo    | jugados    | ganados    | empatados  | perdidos   | a favor | en contra | diferencia | Puntos |
| --------- | ---------- | ---------- | ---------- | ---------- | ------- | --------- | ---------- | ------ |
| Sudáfrica | 3          | 3          | 0          | 0          | 120     | 17        | 103        | 9      |
| Gales     | 3          | 2          | 0          | 1          | 75      | 59        | 16         | 7      |
| España    | 3          | 1          | 0          | 2          | 34      | 68        | -34        | 5      |
| Hong Kong | 3          | 0          | 0          | 3          | 19      | 104       | -85        | 3      |

### Grupo F
| Equipo    | Encuentros | Encuentros | Encuentros | Encuentros | Tantos  | Tantos    | Tantos     | Puntos |
| Equipo    | jugados    | ganados    | empatados  | perdidos   | a favor | en contra | diferencia | Puntos |
| --------- | ---------- | ---------- | ---------- | ---------- | ------- | --------- | ---------- | ------ |
| Australia | 3          | 3          | 0          | 0          | 89      | 38        | 51         | 9      |
| Canadá    | 3          | 2          | 0          | 1          | 70      | 57        | 13         | 7      |
| Argentina | 3          | 1          | 0          | 2          | 56      | 55        | 1          | 5      |
| Zimbabue  | 3          | 0          | 0          | 3          | 22      | 87        | -65        | 3      |

## Fase Final

### Cuartos de final
| 27 de marzo | Nueva Zelanda | 33 - 5 | Portugal |  |  |

| 27 de marzo | Sudáfrica | 19 - 24 | Fiyi |  |  |

| 27 de marzo | Samoa | 15 - 12 | Australia |  |  |

| 27 de marzo | Rusia | 7 - 10 | Inglaterra |  |  |

### Semifinal
| 28 de marzo | Nueva Zelanda | 19 - 14 | Fiyi |  |  |

| 28 de marzo | Samoa | 14 - 19 | Inglaterra |  |  |

### Final
| 28 de marzo | Nueva Zelanda | 29 - 17 | Inglaterra |  |  |

| Bandera de Nueva Zelanda |
| Campeón Nueva Zelanda    |
| 3º título del circuito   |